# Henrik Pedersen (matematiker)
 Der er flere personer med dette navn, se Henrik Pedersen.
 Der er for få eller ingen kildehenvisninger i denne artikel, hvilket er et problem. Du kan hjælpe ved at angive troværdige kilder til de påstande, som fremføres i artiklen.

Henrik Pedersen (født 6. september 1955 i København) er en dansk matematiker, professor og dekan for Det Tekniske Fakultet for IT og Design på Aalborg Universitet.   
Henrik Pedersen er uddannet cand. scient. fra Københavns Universitet 1980, tog gymnasiepædagogikum 1981 og tog 1985 doktorgraden ved Oxford University med støtte fra Royal Society. 1985 blev han adjunkt, 1988 lektor og 1997 professor ved Institut for Matematik og Datalogi, Odense Universitet (nu Syddansk Universitet). I perioden 2001 til 2006 var han dekan for Det Naturvidenskabelige og Tekniske Fakultet, og i perioden 2006 til 2015 var han dekan for Det Naturvidenskabelige Fakultet på Syddansk Universitet.  
1995 fik han Fyens Stiftstidendes Forskningspris og 1996 sit fakultets undervisningspris. 2. oktober 2009 blev han Ridder af Dannebrog.